# Achaius annulatus
Achaius annulatus là một loài tò vò trong họ Ichneumonidae.